# Crastina myricariae
Crastina myricariae är en insektsart som beskrevs av Loginova 1964. Crastina myricariae ingår i släktet Crastina och familjen rundbladloppor.
Artens utbredningsområde är Iran. Inga underarter finns listade i Catalogue of Life.